# La Couleur jaune
La Couleur jaune (France) ou On voit tes racines (Québec) (The Color Yellow) est le 13e épisode de la saison 21 de la série télévisée Les Simpson.

## Synopsis
Pour se débarrasser d’une souche gênante, Willie, sous les conseils de Bart, utilise de la dynamite qui réservera par la même occasion un mauvais sort à la voiture de Skinner (qui est une Kia Rio) . À l’intérieur de l’école, Mlle Hoover, cherchant de l’inspiration à travers la fenêtre, aperçoit la souche sur la voiture et l’idée d’aborder le thème des arbres généalogiques lui vient à l’esprit. Cet intéressant sujet ravit Lisa, mais bien vite les informations qu’elle rassemble sur ses ancêtres la déçoivent. En approfondissant ses recherches, elle tombe sur le livre d’une certaine Elisa Simpson, un membre de sa famille qui a rendu la liberté à un esclave, Virgil, avec l’aide de sa mère Mabel en 1860. Cependant, Homer, réticent à cette idée de fouiller dans leur passé, cache le livre pour que sa fille n’en lise pas davantage. Malgré tout, l’envie de Lisa sera plus forte et il n’y aura aucune contrainte qui l’empêchera de découvrir sa véritable origine.